# IC 3502
IC 3502 је спирална галаксија у сазвјежђу Береникина коса која се налази на листи објеката дубоког неба у Индекс каталогу.
Деклинација објекта је + 26° 37' 4" а ректасцензија 12h 33m 42,5s. Привидна величина (магнитуда) објекта IC 3502 износи 16,9 а фотографска магнитуда 17,5. IC 3502 је још познат и под ознакама Reiz 2528.